# تدبير (شرع)
التدبير عند أهل الشرع إعتاق المملوك بعد الموت بلا فصل. وقيل عتقه بعد الموت وتعليق العتق بالموت فالمملوك مدبر بالفتح والمالك مدبر بالكسر. والمدبر بالفتح نوعان: مطلق وهو من علق عتقه بمطلق موت المولى، ومقيد وهو من علق عتقه إلى مدة غلب موته قبلها، كما تقول أنت حر إن مت إلى مائتي سنة.